# Liste finnischer Inseln

Finnland

Die Liste finnischer Inseln ist eine unvollständige Aufzählung finnischer Inseln nach Buchstaben sortiert.

## Inseln

### A/Å
Ålön

### B
Bengtskär – Björkö (Korsholm)

### E
Emäsalo – Enonsaari

### F
Fasta Åland

### H
Hailuoto – Halliluoto – Harmaja – Hirvensalo – Houtskär

### I
Iniö – Itäinen Pihlajasaari

### J
Jurmo – Jussarö

### K
Kailansaari – Kakskerta – Kataja – Katajaluoto – Kimitoön (Kemiönsaari) – Koirasaari – Kökar – Kokkosaari – Korkeasaari – Korpo – Kråkö – Kuivasaari – Kulosaari – Kustavi – Kvarken – Kytö

### L
Laajasalo – Laakapaasi – Läntinen Pihlajasaari – Lasimestarinletto – Lauttasaari – Lohjansaari – Louekari – Luonnonmaa

### M
Mäkiluoto – Märket – Mulkkusaaret

### N
Nagu

### O/Ö
Öja – Otava

### P
Pellinki – Pitkäkari

### R
Raippaluoto (Replot) – Reposaari – Ruissalo – Rymättylä

### S
Sääminginsalo – Santahamina – Särkisalo – Satamakari – Satava – Seurasaari – Själö – Soisalo – Storlandet – Suomenlinna – Suvisaaristo – Säppi

### T
Tammisalo

### U
Ukonkivi – Ulkokari – Utö – Utterklinten

### V
Valsörarna – Väski – Velkua – Vessölandet

## Inselgruppen
- Åland – Pihlajasaari

## Ehemals in finnischem Besitz
- Maly Wyssozki